# Vía Dalmacia
La Vía Dalmacia,  Calzadam Dalmaciaide o al-Mazay era una calzada romana construida en época de Cayo Julio César Octaviano Augusto, no incluida ni descrita en el Itinerario de Antonino o en el resto de repertorios de caminos de época romana. Unía la Meseta Norte y el valle del Tajo a través del corredor natural que discurre por los valles del río Alagón, río Arrago y la cabecera del río Eljas, desde donde enlazaría con la cabecera del río Águeda tras atravesar las estribaciones de la Sierra de Gata por territorios de las actuales provincias de Cáceres y Salamanca. 

## Itinerario

La península ibérica en el año 125

La vía se iniciaba en la mansio de Turmulus (identificado con el actual despoblado de Alconétar) buscando la conexión por el Oeste con el municipium romano de Caurium (Coria) y el también municipio de Mirobriga (Ciudad Rodrigo).
Esta calzada, que iniciaba su trazado desdoblándose de la Vía de la Plata una vez sobrepasado el río Tajo a la salida del Puente de Alconétar, extendería su trazado por las actuales poblaciones y términos municipales de Garrovillas, Portezuelo, Torrejoncillo, Coria, Calzadilla, Moraleja y Perales del Puerto, atravesando la Sierra de Gata por terrenos entre Acebo y Gata, o quizás también por Hoyos.

## Historia
La existencia de esta vía de comunicación romana ya fue señalada, con un trazado inseguro, por el epigrafista alemán Emil Hübner en algunos mapas de sus obras a finales del siglo XIX, siendo señala únicamente por José Ramón Mélida y Alinari en su "Catálogo Monumental de Cáceres" en 1924 de entre todos los investigadores españoles de la época.
Los recientes hallazgos de dos miliarios, un fragmento en las proximidades de Coria con titulatura imperial incompleta y datación altoimperial, conservado en el Museo de la Cárcel Real, y otro en los alrededores del yacimiento arqueológico salmantino del Castro de Irueña, dedicado al emperador Augusto y datado entre julio del 16 a. C. y marzo del 6 a. C., han corroborado la construcción de al menos parte de la calzada desde los años finales del siglo I a. C..